# Spirits (Zvezdna vrata SG-1)
Spirits je naslov epizode znanstveno-fantastične serije Zvezdna vrata, v kateri ekipa SG-1 na planetu PXY 887 odkrije nov element, trinij. Žal se ne uspejo vrniti na Zemljo, saj prebivalci planeta skozi zvezdna vrata ranijo O'Neilla. Odprava se pod vodstvom Carterjeve odpravi na planet pogajat s prebivalci. Tam jim razložijo, da so ekipo SG-1 vzeli duhovi, ki ščitijo planet in prebivalce.